# Selci Križovljanski
Selci Križovljanski – wieś w Chorwacji, w żupanii varażdińskiej, w gminie Cestica. W 2011 roku liczyła 184 mieszkańców.